# Ber-Linn
Ber-Linn — российская поп-панк-группа, образованная в 2000 году. Приостановила свою деятельность весной 2011 года, официально не заявляя о распаде. Музыканты не исключают возможности продолжения совместной работы в будущем, продолжают общаться, хотя некоторые журналисты сообщали о распаде группы.

## История
Свой первый концерт группа Ber-Linn дала в конце 2000 года. За несколько лет до этого Gerash, вокалист группы, записал с друзьями демо, в которое вошли песни «Ты» и «Последний новый день». В сентябре 2001 года группа выступила на питерском фестивале «Звуки города», где заняла первое место, получив высокую оценку Артемия Троицкого, Сергея Шнурова и Нашего радио. В том же году Ber-Linn завоевали приз зрительских симпатий на фестивале «Спрайт — жажда успеха», прошедшем на Дворцовой площади в Санкт-Петербурге. В 2002 году группа заняла первое место на фестивале «Продвижение» и выступала на одной сцене со многими звездами на финальной части в Лужниках перед двадцатитысячной аудиторией. Следующая победа — в программе «Тотальное шоу» канала MTV, на котором в скором времени группа становится частым гостем. В том же году Ber-Linn выступают в БКЗ Россия (Москва).
В феврале 2003 Ber-Linn попали в эфир радио «Максимум» с кавер-версией песни «Моя любовь на пятом этаже» группы «Секрет», записанной для трибьюта «Секретные материалы». Спустя несколько недель они оказались на вершине «Хит-парада двух столиц» радио «Максимум» и не покидали десятку лучших в течение полугода. Летом 2003 года группа выступала на фестивале «Свежий ветер», посвящённом экстремальным видам спорта. Одновременно с записью альбома был снят клип на песню «Лида» (режиссёр — Виталий Мухамедзянов, известный по работе с группами «Чайф», «Алиса», «Запрещенные барабанщики» «Кукрыниксы», «Тотал», «Мультfильмы»). В апреле 2003 был выпущен клип на песню «Моя любовь на пятом этаже», где в конце клипа появился музыкант группы «Секрет» Максим Леонидов. Клип попал на канал MTV и держался на вершине хит-парада в течение нескольких месяцев (режиссёр — Богдан Дробязко, известный по работе с такими исполнителями, как Светлана Сурганова, «Ленинград», «Маркшейдер Кунст», «Кипелов», «Ва-Банкъ»). Дебютный альбом Ber-Linn под названием V.P.N.S. поступил в продажу в августе 2003 года. Песня «Ты» с этого альбома также появилась в эфире радио «Максимум» и попала в «Хит-парад двух столиц». В конце года группа выступает на фестивале «Модернизация» в Ледовом дворце (Санкт-Петербург).
После выхода дебютного альбома Ber-Linn активно концертирует, становится участником различных фестивалей. В 2004 году вышел второй альбом «SMSы: Rаннее и Rедкое». Альбом состоит из редких песен и ремиксов на Ber-Linn. Следующая по времени работа группы появилась в конце 2006 года под названием «Войналюбовь». Песня «One Day Alone» оказалась в ротации радио «Максимум» и несколько месяцев продержалась в двадцатке «Хит-парада двух столиц», а другие песни группы начинают звучать в эфире региональных станций. В 2006—2010 группа продолжила выступать по клубам и концертным площадкам страны, участвовала в фестивалях «Воздух», «Псковский Циклон» и др.
В 2010 году группа Ber-Linn прекратила концертную деятельность, при этом весной 2011 года выпустила свой новый альбом «Дети весны».
1 апреля 2025 года вышел новый сингл группы Ber-Linn — Je T'aime. Французское название песни (в переводе: «Я тебя люблю») музыканты используют для создания романтического и отчасти ироничного образа. При этом композиция сочетает в себе не только привычные для коллектива романтику и поп-панк, но и элементы инди-рока, пост-панка, альтернативного рока. 

## Состав

### Последний (на начало 2010 года)
- Gerash — вокал
- Сергей Vanning — барабаны
- Илья Орлов — вокал, гитара
- Kot — бас-гитара

### Бывшие участники, принимавшие участие в записи альбомов группы
- 2000—2004 — Тимур — труба
- 2001—2007 — Buslik — бас-гитара

## Дискография

### Студийные альбомы
- V.P.N.S. (2003)[4]
- SMS'ы: Raннее и Яедкое (2004) мини-альбом + Remixes
- Войналюбовь (2006)
- Дети весны (2011)

### Концерты и сборники
- Punk united 3 (BER-LINN, Пляж) (2003)
- Концерт в Зеленограде (2008)

### Участие в трибьюте
- группа «Секрет» — трибьют «Секретные материалы», трек «Моя любовь на пятом этаже» (2003)

### Демо, неизданное
- 7 отличных панк-пеsен (2000)
- Капитально (пиратская версия) (2001)
- V.P.N.S. (Demo) (2002)
- Акустика (2010)